# Aérodrome de Samedan-Engadin
L'aérodrome de Samedan est un aéroport suisse situé au nord-est de Saint-Moritz dans le canton des Grisons. La Garde aérienne suisse de sauvetage y a une base d'intervention.

## Situation

### Carte des aéroports en Suisse
| \| 20 km1:1 107 000 \| EuroAirport Basel-Mulhouse-Freiburg Zurich Genève Berne Birrfeld Bressaucourt Fribourg Granges La Chaux-de-Fonds Lausanne Lugano Samedan Saint-Gall Sion Alpnach Buochs Dübendorf Emmen Payerne Ambri Amlikon Bad Ragaz Bellechasse Bex Biel-Kappelen Buttwil Courtelary Dittingen Fricktal-Schupfart Gruyère Hasenstrick Hausen am Albis Kägiswil La Côte Langenthal Locarno Lodrino Lommis Luzern-Beromünster Mollis Montricher Neuchâtel Môtiers Münster Olten Rarogne Reichenbach Saanen Schaffhausen Schänis Sitterdorf Speck-Fehraltorf St. Stephan Thoune Triengen Wangen-Lachen Winterthur Yverdon-les-Bains Zweisimmen |
| 20 km1:1 107 000 |

La piste est orientée nord-sud (03/21).

## Histoire
En 1940, une piste en dur de 600 m est construite sur l'aérodrome militaire, notamment pour le service aérien de remorquage pour l'entraînement au tir anti-aérien à S-chanf. L'aérodrome militaire est fermé et vendu au canton des Grisons en 2003 .